# دوبرافکو پاولیچیچ
دوبرافکو پاولیچیچ (کرواتی: Dubravko Pavličić؛ ۲۸ نوامبر ۱۹۶۷ – ۴ آوریل ۲۰۱۲) یک بازیکن فوتبال اهل کرواسی بود.
از باشگاه‌هایی که در آن بازی کرده‌است می‌توان به هرکولس، دینامو زاگرب، و رییکا اشاره کرد.
وی همچنین در تیم ملی فوتبال کرواسی بازی کرده‌است.

## درگذشت
وی بر اثر بیماری سرطان پانکراس در ۴ آوریل ۲۰۱۲ در سن ۴۴ سالگی درگذشت